# Xanthorhoe occulta
Xanthorhoe occulta là một loài bướm đêm trong họ Geometridae.